# Afacerea Bachus
În anii 1950 autoritățile comuniste din România au naționalizat podgoriile și comerțul cu băuturi alcoolice. De asemenea s-a decis limitarea consumului de alcool prin măsuri de raționalizare.
Măsurile luate la sfârșitul anilor ’50 de puterea comunistă de la București n-au avut efectul scontat. Regimul dur de autorizare a distribuitorilor legali de alcool a mutat consumul din bodegi și bufete direct pe piața neagră. Un deceniu mai târziu avea să înceapă cea mai mare afacere subterană cu alcool din istoria României socialiste.
I s-a spus, scurt,  „afacerea Bachus"' și a fost pusă pe picioare de Gheorghe Ștefănescu, administratorul unui depozit de vinuri din București, de lângă Podul Basarab pe Calea Griviței. Metoda era de o simplitate dezarmantă: Ștefănescu lucra direct cu podgoria de la Cotești, unde producția era raportată ca fiind micșorată de calamități inventate.
Vinul neinventariat era prelucrat de rețeaua lui Ștefănescu și vândut cu un anumit standard de calitate, deși conținea aditivi. În perioada 1971–1978, conform estimărilor avansate de presa comunistă, peste 400.000 de litri de vin au fost introduși ilegal în circuit.

## Prinderea și deconspirarea lui Ștefănescu
Prinderea lui Ștefănescu și deconspirarea rețelei sale (din care făceau parte sute de persoane cu funcții relativ importante în structurile PCR) se datorează unui flagrant organizat de Securitate, în cursul căruia Ștefănescu urma să cumpere aur de la un bișnițar local (povestea cu securistul care a cumpărat vin pentru o nuntă care s-a amânat și vinul s-a deteriorat între timp este folclor). Ștefănescu este arestat în august 1978, iar în locuința sa sunt găsite aproape 19 kilograme de aur și câteva milioane de lei. În aprilie 1980, Ștefănescu este condamnat la moarte și executat pe 4 decembrie 1981. Estimări neoficiale ale prejudiciului adus statului român de rețeaua lui Ștefănescu indică cifra de aproape 5 milioane de dolari, la nivelul anilor ’70.
Ancheta în cazul Bachus a fost condusă de Tudor Stănică, colonelul condamnat după 1989 în cazul uciderii disidentului Gheorghe Ursu.
Cazul „Bachus” a declanșat o adevărată furtună în România, 284 de persoane fiind cercetate și închise la finalizarea anchetei.
Au căzut capete înalte, miniștri, secretari de partid, judecători, notari, funcționari, Ceaușescu delegându-l personal pe Ion Dincă să conducă operațiunea și să nu ierte pe nimeni.
În 1984, regizorul Geo Saizescu a realizat un film cu caracter propagandistic, „Secretul lui Bachus”, după un scenariu semnat de Titus Popovici, peliculă ce avea la bază afacerile lui Ștefănescu.
Rolul principal a fost interpretat de Ștefan Mihăilescu-Brăila.